# Shirakiopsis aubrevillei
Shirakiopsis aubrevillei är en törelväxtart som först beskrevs av Jacques Désiré Leandri, och fick sitt nu gällande namn av Hans-Joachim Esser. Shirakiopsis aubrevillei ingår i släktet Shirakiopsis och familjen törelväxter. IUCN kategoriserar arten globalt som sårbar. Inga underarter finns listade i Catalogue of Life.